# Gaius Antonius Hybrida
Gaius (Caius) Antonius Hybrida (Hibrida) was een Romeins politicus uit de eerste eeuw voor Christus, de exacte geboorte- en sterfdatum onbekend. Hij is een telg uit het roemrijke geslacht Antonia, tweede zoon van de bekende redenaar Marcus Antonius Orator, jongere broer van Marcus Antonius Creticus en oom van triumvir Marcus Antonius.

## Cursus honorum voor 63 v.Chr.
Zijn carrière begon hij als cavalerieofficier (praefectus) in Griekenland onder Lucius Cornelius Sulla, vermoedelijk tussen 87 en 83 v.Chr.. Hij zou zich schuldig gemaakt hebben aan uitbuiting, plundering en marteling van de lokale bevolking, en kwam daardoor in aanvaring met de Romeinse rechter ter plaatse, de praetor peregrinus Marcus Lucullus. Het kwam tot een proces in 76 (met als aanklager Julius Caesar) en hoewel het vaststond dat hij schuldig was, kwam hij er zonder straf vanaf, onder meer door steun van de volkstribunen, die het vonnis nietig verklaarden. Ze wezen op de flagrante schending van de juridische procedures door Marcus Lucullus, en bijgevolg kwam Antonius vrij op procedurefouten. Aan dit proces hield hij wel zijn bijnaam Hybrida over, een verwijzing naar de beestachtige zaken die hij in Griekenland uitgehaald zou hebben. Letterlijk betekent Hybrida halfbloed, en het werd oorspronkelijk gebruikt voor de kruising tussen wilde en tamme diersoorten, in de eerste plaats varkens en zwijnen.
Verder werd Antonius quaestor (de datum is onzeker, maar in ieder geval voor 70 v.Chr.) en volkstribuun tussen 72 en 68. Oudere literatuur houdt het op 71, terwijl recentere werken meestal 68 als richtdatum nemen. In 70 werd hij door de censores alsnog van de senaatslijst geschrapt; de reden is niet helemaal duidelijk. Vermoedelijk gebeurde dit nog altijd omwille van zijn gruweldaden in Griekenland 15 jaar eerder, maar we vinden ook aanwijzingen dat hij bankroet zou geweest zijn. Verder zou hij nog praetor urbanus en legaat geweest zijn. De reden dat zijn carrière nauwelijks schade ondervond van het openbare proces is waarschijnlijk omdat hij gesteund werd door Lucius Cornelius Sulla.

## Consul in 63 en proconsul van Macedonië van 62 tot 60
In 64 v.Chr. stelde Antonius zich kandidaat voor het consulschap, met als belangrijkste tegenstanders Marcus Tullius Cicero en Lucius Sergius Catilina. Oorspronkelijk zou hij een medestander van Catilina (ook een volgeling van Sulla) geweest zijn en een tegenstander van Cicero, vermoedelijk omwille van zijn grote schulden. Een vlammende redevoering van Cicero voor de Senaat over de omkoperij van Antonius en Catilina is bewaard. 
Antonius werd samen met Cicero consul in 63 v.Chr. en we vinden zijn naam dan ook veel terug in inscripties als dateringsmiddel voor wat er verder dat jaar gebeurd is. Tijdens hun ambtsjaar kregen ze af te rekenen met de samenzwering van Catilina, waar volgens de contemporaine geruchtenmolen Antonius zelf bij betrokken zou geweest zijn. Cicero, in een poging om Gaius Antonius naar zijn kant over te halen, bood hem het proconsulschap over de lucratieve provincie Macedonia aan (eigenlijk ruilden ze van provincie, en Cicero kreeg het aanvankelijk aan Antonius toegewezen Gallia Cisalpina). 
In 62 v.Chr., reeds als proconsul dus, trok Antonius ten strijde tegen Catilina en versloeg hem nabij Pistoria, hoewel hij zich de morgen van de slag ziek meldde en het bevel aan zijn legaat Quintus Caecilius Metellus Celer overliet. Catilina's leger werd in de pan gehakt en zijn hoofd naar Rome teruggestuurd, en Antonius werd als imperator onthaald (hoewel er eigenlijk niet genoeg gesneuvelden waren om die titel te verdienen). Volgens Valerius Maximus werd de overwinning niet op gejuich onthaald en "keerden de soldaten met propere zwaarden terug naar het kamp", omdat dit de gewoonte was in het geval van een overwinning op andere Romeinen. 
Antonius Hybrida vertrok als proconsul naar Macedonië, maar kreeg daar af te rekenen met opstanden en werd verscheidene keren verslagen door Dardani en Bastari. Titus Livius verklaarde dit door erop te wijzen dat Antonius zijn overwinningstekens, de laureatos fasces, niet op het Capitoolheuvel gedoneerd had en zo de goden had beledigd. Meer waarschijnlijk is dat deze opstanden een reactie op Antonius' schrikbewind waren. Cicero waarschuwde zijn ex-collega in een brief dat de publieke opinie in Rome hem ongunstig gezind was, een slinkse manier van Cicero om aan Antonius geld te vragen in ruil voor steun.

## Tweede proces in 59 en fin-de-carrière
In 60 v.Chr. eindigde Antonius' mandaat en keerde hij naar Rome terug, en zoals Cicero vermoed had stond hij het jaar daarop opnieuw terecht. Dit keer voor laisa maiestas populi Romani, hoogverraad tegen het Romeinse volk, met name voor zijn vermeende rol in de samenzwering van Catilina en voor zijn uitbuiting en wanbeheer van de Macedonische bevolking. Hij werd aangeklaagd door Marcus Caelius Rufus, Lucius Caninius Gallus en Quintus Fabius Maximus, en verdedigd door Cicero. Vermoedelijk deed Cicero dit niet omdat hij zich loyaal opstelde met Antonius, of omdat hij echt dacht dat deze onschuldig was, maar eerder omdat een eventuele veroordeling ook op hem zou afstralen. Er deden namelijk geruchten de ronde dat Cicero zwaar geprofiteerd had van wat Antonius hem had toegestopt. 
Een belangrijk element van dat proces was de redevoering van Marcus Caelius Rufus zoals deze door Quintilianus bewaard is. Hierin schetst hij het beeld van Antonius als plichtsverzuimende gouverneur, die dronken met een hoop concubines in bed ligt op het moment dat hij een veldslag zou moeten leiden. Deze speech is vaak als schoolvoorbeeld gebruikt en er wordt zelfs naar verwezen in het Nieuwe Testament. Een ander merkwaardig gevolg van dit proces was het overlopen van Publius Clodius Pulcher naar de fractie van Caesar, omdat in zijn verdedigingsrede voor Antonius Cicero zwaar had uitgehaald naar Caesar. 
Ondanks Cicero's oratorisch talent, werd Antonius veroordeeld en verbannen. Hij zocht zijn toevlucht op Cephallenia, een eiland ten westen van het Griekse vasteland. Vijftien jaar later zien we hem terug op het publieke toneel verschijnen en komen we zijn naam opnieuw tegen in de senaatslijsten (45/44 v.Chr.). In 42 v.Chr. werd hij zelfs nog eens censor. Vermoedelijk was hij teruggeroepen door Caesar (ca. 49 v.Chr.) omwille van zijn ervaring met de Romeinse politiek.
Antonius had twee dochters: Antonia Maior en Antonia Minor. De oudste trouwde met Gaius Caninius Gallus, die nog de hoofdaanklager tegen Antonius was geweest in 59 v.Chr., de jongste werd de tweede vrouw van Marcus Antonius, de triumvir.

## Antonius en Cicero
De relatie met Cicero was complex. Enerzijds waren ze concurrenten (voor het ambt van consul, maar daarvoor al voor dat van praetor), maar anderzijds waren ze vanaf 63 op elkaar aangewezen. Het kan gezegd worden dat Cicero de leidende consul was gedurende dat jaar, maar hij heeft toch moeite moeten doen (Macedonia afstaan) om Antonius aan zijn zijde te krijgen – anderzijds wilde Cicero ook gewoon geen proconsul worden, omdat hij dan niet meer in het centrum van de politieke wereld, Rome, zou staan. 
Ook nadien bleven ze in contact: er is een brief overgeleverd die Cicero aan Antonius geschreven heeft en waarin hij hem om steun verzoekt, en het is vrijwel zeker dat Antonius Cicero een deel van de opbrengsten van Macedonië heeft toegestopt. Ook verbleef Titus Pomponius Atticus, de beschermeling en vriend van Cicero, een tijd bij Antonius toen hij proconsul was. Ook later nog, na de veroordeling in 59, bleef Cicero zijn ex-collega verdedigen. Zo neemt hij Marcus Antonius (van het triumviraat) op de korrel omdat deze zoveel onbetrouwbare sujetten heeft teruggeroepen, maar niet eens aan zijn eigen oom gedacht heeft. Dit is dan weer een duidelijke indicatie van het feit dat ze eigenlijk toch geen goeie vrienden waren, en Cicero heeft meer dan eens laten weten dat hij Antonius ook geen geweldig persoon vond (niettemin bleef hij wel op Antonius' onschuld hameren).

## Historiografische afrekening
Gaius Antonius Hybrida is doorheen de geschiedenis op verschillende wijzen afgebeeld. Grootste twistpunt is zijn vermoede aandeel in de samenzwering van Catilina. Volgens sommige auteurs had hij wel degelijk boter op het hoofd, was hij op de hoogte van de nakende staatsgreep en heeft hij pas op het laatste moment beslist zijn oude strijdmakker in de steek te laten. Dit idee wordt vaak gestaafd door te wijzen op het feit dat Catilina omsingeld werd door twee legers, en hij de confrontatie met het grootste, dat van Antonius, bewust heeft opgezocht in de hoop dat hij zou doorgelaten worden richting Gallië. Andere auteurs, zoals Florus, loven de harde hand waarmee Antonius Catilina verslagen zou hebben. Feit is dat zijn betrokkenheid bij de samenzwering nooit volledig bewezen zal kunnen worden, maar gezien zijn politieke sympathieën en meedogenloos karakter niet onwaarschijnlijk is.